# Anti-intellettualismo

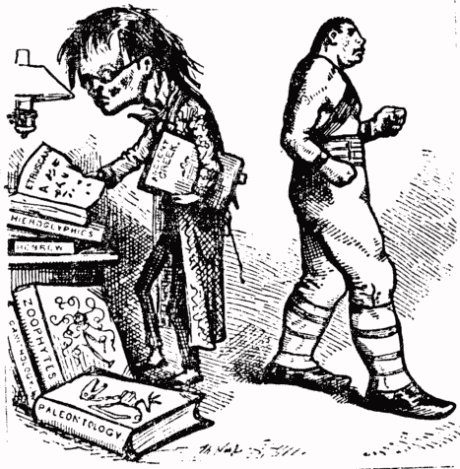
Vignetta del caricaturista politico Thomas Nast che rappresenta la visione populista della contrapposizione tra intellettuale e dell'antiintellettuale: a sinistra, un accademico dalla testa sproporzionata che legge e studia, a destra un pugile dal corpo sproporzionato.

L'anti-intellettualismo è l'atteggiamento culturale di generale ostilità e diffidenza verso l'intelletto, gli intellettuali e l'intellettualismo. Questa postura si esprime, di solito, come deprecazione dell'istruzione e della filosofia, rifiuto dell'arte, della letteratura e della scienza, considerate attività impraticabili, politicamente motivate e perfino spregevoli. Gli anti-intellettuali si presentano, e sono percepiti, come difensori della gente comune contro l'elitarismo politico e accademico e tendono a vedere le persone istruite come una classe che domina il discorso politico e l'istruzione superiore, ignorando le preoccupazioni della gente comune.
I governi totalitari manipolano e applicano l'anti-intellettualismo per reprimere il dissenso politico. Durante la guerra civile spagnola (1936-1939) e la successiva dittatura  (1939-1975) del caudillo Francisco Franco, la repressione reazionaria della stagione detta del "Terrore bianco" (1936-1945) fu particolarmente anti-intellettuale, con 200.000 civili uccisi, tra cui l'intellighenzia spagnola, gli insegnanti e gli accademici politicamente attivi, gli artisti e gli scrittori della seconda repubblica spagnola (1931-1939).

## Anti-intellettualismo ideologico

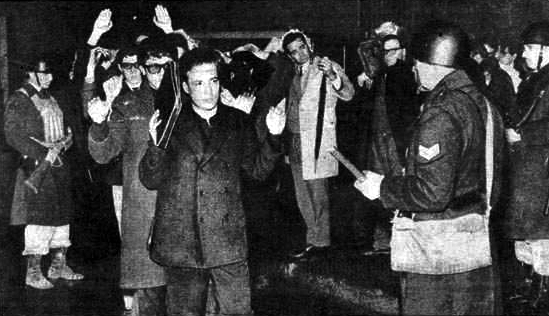
Ne La Noche de los Bastones Largos (29 luglio 1966), la polizia federale punì gli accademici di cinque facoltà dell'Università di Buenos Aires che si opponevano alla dittatura militare di destra della Rivoluzione argentina di Juan Carlos Onganía (1966–1970).

Nel ventesimo secolo, sono molti gli esempi di società che hanno sistematicamente rimosso gli intellettuali dal potere, come mezzo per porre fine all'espressione pubblica del dissenso politico. 
Le dittature ideologicamente estreme che intendono rifondare una società su nuove basi, come i Khmer rossi della Cambogia Democratica (1975-1979), praticarono l'uccisione preventiva dei potenziali oppositori politici, in particolare la classe media istruita e l'intellighenzia. Per realizzare l'Anno Zero della storia cambogiana, i Khmer Rossi ristrutturarono l'economia attuandone la deindustrializzazione e assassinarono i cambogiani non comunisti sospettati di "coinvolgimento in attività di libero mercato", come i professionisti della società urbana (medici, avvocati, ingegneri) e le persone con legami politici con governi stranieri. La dottrina di Pol Pot identificava gli agricoltori come il vero proletariato della Kampuchea Democratica e i veri rappresentanti della classe operaia autorizzati a detenere il potere del governo.
Nel 1966, la dittatura militare anticomunista argentina del generale Juan Carlos Onganía (1966-1970) intervenne all'Università di Buenos Aires con la Notte dei lunghi bastoni per rimuovere fisicamente accademici politicamente considerati pericolosi da cinque facoltà universitarie. L'espulsione dell'intellighenzia accademica rappresentò una fuga di cervelli nazionale per la società e l'economia argentina. In opposizione alla repressione militare della libertà di parola, il biochimico César Milstein disse ironicamente: "Il nostro paese sarebbe stato messo in ordine, non appena tutti gli intellettuali che si stavano immischiando nella regione fossero stati espulsi".
Tuttavia, l'anti-intellettualismo non è sempre violento.

## Anti-intellettualismo accademico

### Europa

#### Comunismo
Nel primo decennio dopo la rivoluzione russa del 1917, i bolscevichi sospettavano che l'intellighenzia zarista fosse potenzialmente traditrice del proletariato. Pertanto, il primo governo sovietico consisteva in uomini e donne privi di istruzione. Inoltre, le classi proprietarie deposte furono chiamate Lišency (cioè, "privati del diritto") e i loro bambini furono esclusi dall'istruzione. Alla fine, circa 200 intellettuali zaristi, come scrittori, filosofi, scienziati e ingegneri furono deportati nel 1922 in Germania sulle navi dei filosofi, mentre altri furono deportati in Lettonia e Turchia nel 1923.
Durante il periodo rivoluzionario, i pragmatici bolscevichi impiegarono "esperti borghesi" per gestire l'economia, l'industria e l'agricoltura e quindi apprendere da loro. Dopo la guerra civile russa (1917-1922), per raggiungere il socialismo l'Unione Sovietica incentivò l'alfabetizzazione e l'istruzione al servizio della modernizzazione del paese attraverso un'intellighenzia istruita della classe operaia piuttosto che un'intellighenzia della Torre d'avorio. Durante gli anni '30 e '50, Stalin sostituì l'intellighenzia di Vladimir Lenin con una che fosse a lui fedele e credesse in una visione del mondo specificamente sovietica, creando un terreno intellettuale che produsse le teorie pseudoscientifiche del lysenkoismo e della teoria iafetica.

#### Fascismo
Il filosofo idealista Giovanni Gentile stabilì le basi intellettuali dell'ideologia fascista con l'autoctisi (autorealizzazione) attraverso un pensiero concreto che distingueva tra intellettuale buono (attivo) e intellettuale cattivo (passivo).
Per contrastare l '"intellettuale passivo", che usava il suo intelletto in modo astratto, quindi "decadente", propose il "pensiero concreto" dell'intellettuale attivo che applicava l'intelletto come prassi, ovvero l'"uomo d'azione", come il fascista Benito Mussolini, contro il decadente intellettuale comunista Antonio Gramsci. L'intellettuale passivo ristagna l'intelletto oggettivando le idee, stabilendole così come oggetti. Da qui il rifiuto fascista della logica materialista.
Altro importante dualismo fu lo scontro tra il generale franchista José Millán-Astray e lo scrittore Miguel de Unamuno durante la celebrazione del Día de la Raza all'Università di Salamanca, nel 1936, durante la guerra civile spagnola, quando il generale esclamò: "¡Muera la inteligencia! ¡Viva la Muerte!" ("Morte all'intelligenza! Viva la morte!").

### Stati Uniti
L'anti-intellettualismo è particolarmente diffuso nella cultura americana. Gli analisti lo vedono come frutto combinato del puritanesimo evangelico protestante (che esalta una relazione diretta, semplice e austera, con la Bibbia e con Dio), del democratismo (che a volte porta alla sfiducia nelle élite e negli intellettuali), del liberalismo (che promuove la scelta individuale rispetto alle regole trascendentali), dell'utilitarismo (istruzione limitata all'apprendimento delle tecniche professionali), della società dei consumi e del tempo libero, che attribuisce valore il piacere materiale piuttosto che allo sforzo intellettuale.
Nel 1964, il Premio Pulitzer fu assegnato a Richard Hofstadter per il suo libro Anti-intellectualism in American Life, che esplora questo tema e mostra quanto questo atteggiamento ideologico impregni in profondità la cultura americana, tinta di irrazionalismo e diffidenza verso tutto ciò che può ricordare la tecnocrazia: partendo da un'analisi del maccartismo, Hofstadter rintracciava le origini dell'anti-intellettualismo americano nell'egualitarismo populista che connotò l'importante parentesi politica della cosiddetta Democrazia jacksoniana, con l'ampliamento della partecipazione politica dell'"uomo comune" durante la presidenza (1829-1837) di Andrew Jackson. 
Alcuni autori, come Charles Peirce, non esitano a vedere in esso una strategia politica per mantenere la popolazione in uno stato di consumismo permanente, privo di aspirazione al cambiamento. Altri autori vedono in esso anche l'influenza di movimenti religiosi estremi, in particolare il creazionismo, accusati di promuovere la sfiducia nei confronti della scienza e degli studi.
Il famoso scrittore e scienziato Isaac Asimov disse dell'anti-intellettualismo in America: "C'è un culto dell'ignoranza negli Stati Uniti, e c'è sempre stato. La tradizione dell'anti-intellettualismo è stata una tendenza costante, che si è fatta strada nella nostra vita politica e culturale, alimentata dall'idea sbagliata che la democrazia significhi che la mia ignoranza vale quanto la tua conoscenza."
In modo più leggero, il film Idiocracy descrive il futuro oscuro di un'America in cui l'anti-intellettualismo ha trionfato.
Nel 2017, il politologoTom Nichols ha analizzato la questione nel suo libro The Death of Expertise: The Campaign Against Established Knowledge and Why it Matters.

### Asia

#### Cina imperiale
Qin Shi Huang (247-210 a. C.), primo imperatore della Cina unificata, consolidò il pensiero politico e il potere reprimendo la libertà di parola su suggerimento del cancelliere Li Si, che giustificò tale anti-intellettualismo accusando l'intellighenzia di falsi elogi verso l'imperatore. Si credeva che, dal 2013 al 206 a,C., le opere delle Cento scuole di pensiero fossero state incenerite (e gli studiosi sepolti vivi), in particolare lo Shijing (classico della poesia, c. 1000 a.C.) e lo Shujing (classico della storia, c. VI secolo a.C.) . Le eccezioni sarebbero stati i libri degli storici Qin, e i libri di legismo, e la scuola filosofica del cancelliere. Tuttavia, dopo un'ulteriore ispezione degli annali storici cinesi, come lo Shi Ji e l'Han Shu, si dimostrò che non fu così. L'Impero Qin ordinò pubblicamente che i libri fossero banditi, ma tenne privatamente una copia di ciascuno di questi libri nella Biblioteca Imperiale. A coloro che ne possedevano copie fu ordinato di consegnare i libri per essere bruciati; quelli che si rifiutavano venivano giustiziati. Ciò portò alla perdita della maggior parte delle più antiche opere letterarie e filosofiche quando Xiang Yu incendiò il palazzo Qin nel 208 a.C.

#### Repubblica popolare cinese
La Rivoluzione Culturale (1966–1976) fu un decennio politicamente violento che vide l'ingegneria sociale ad ampio raggio in tutta la Repubblica popolare cinese voluta dal suo presidente Mao Zedong. Dopo varie crisi di politica nazionale, durante le quali fu motivato dal desiderio di riguadagnare prestigio e controllo da parte del Partito Comunista Cinese, il 16 maggio 1966 Mao annunciò che il Partito Comunista Cinese e la società cinese erano permeati da elementi borghesi che intendevano ripristinare il capitalismo in Cina e annunciò che le persone potevano essere rimosse solo dopo aver combattuto una lotta di classe post-rivoluzionaria contro quegli elementi. A tal fine, i giovani cinesi si organizzarono a livello nazionale nelle Guardie Rosse al fine di espungere gli elementi liberali e borghesi dalla società cinese. Le guardie rosse agirono a livello nazionale, purificando il paese, i militari, i lavoratori urbani e i leader del Partito e furono particolarmente aggressive quando si trattò di attaccare i loro stessi insegnanti e professori, determinando la chiusura di molte scuole e università. Tre anni dopo, nel 1969, Mao dichiarò che la Rivoluzione Culturale era ormai conclusa, ma gli intrighi politici proseguirono fino al 1976, culminando e concludendosi con l'arresto della Banda dei Quattro.

#### Cambogia

La riorganizzazione culturale della società cambogiana voluta dal dittatore Pol Pot attuò un governo fortemente anti-intellettuale in un paese agricolo e deindustrializzato.

Nella stagione politica conosciuta come Kampuchea Democratica (esperienza statale comunista realizzatasi negli anni dal 1975 al 1979), il regime dei Khmer rossi guidato da Pol Pot attuò una radicale ristrutturazione della società, che intendeva azzerane le fondamenta per riportarla a uno stadio iniziale esclusivamente agricolo, attraverso una fase di profonda deindustrializzazione, in un processo sociale e politico globale per realizzare il quale si perpretrò l'eliminazione, tramite condannata a morte, di tutta l'intellighenzia non comunista, in uno sterminio di massa che fu condotto in luoghi appositamente allestiti, i cosiddetti Killing fields. 

#### Impero ottomano

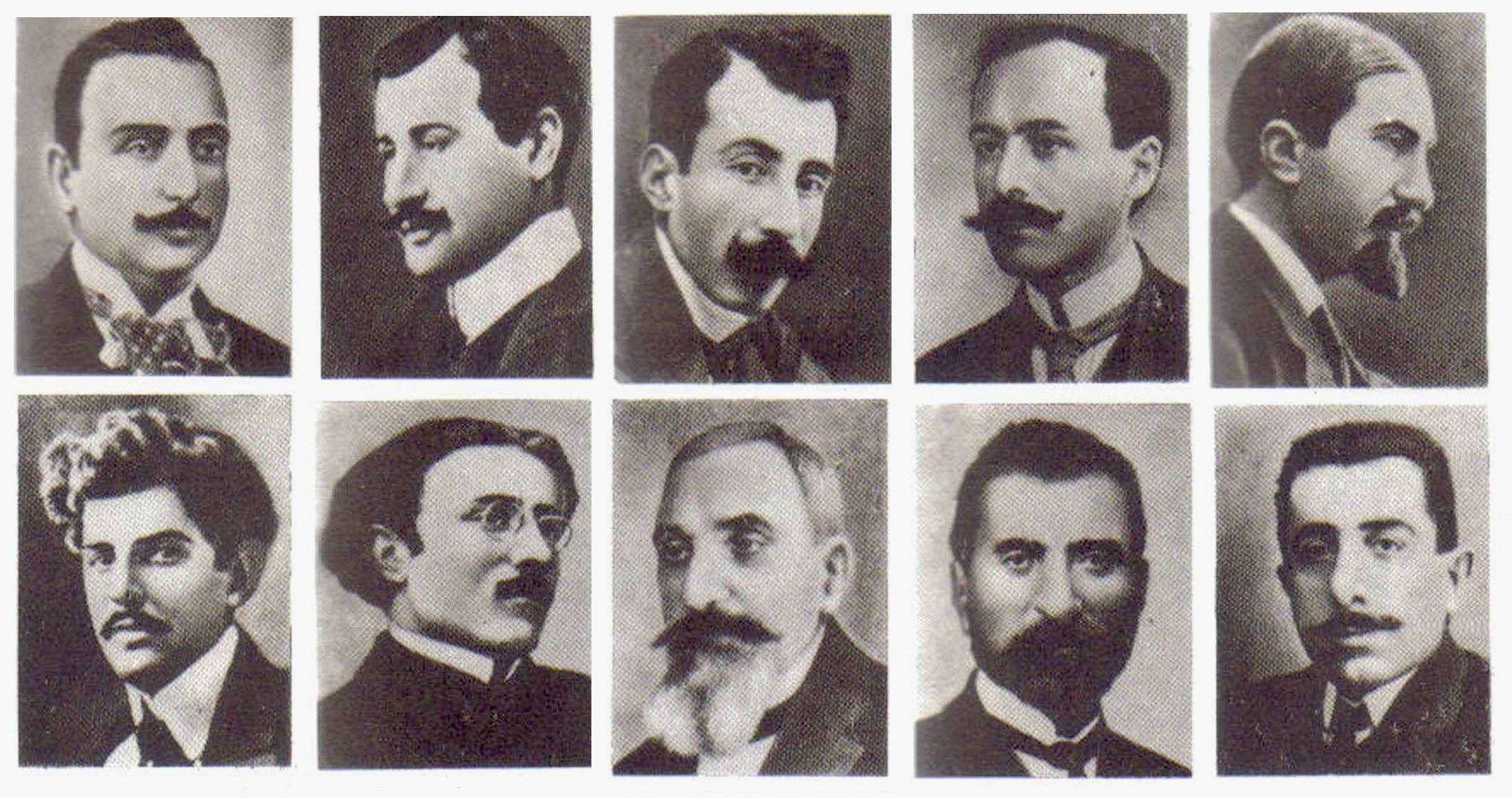
Alcuni intellettuali armeni che furonodeportati e uccisi nel genocidio del 1915

All'inizio del genocidio armeno del 1915, circa 2.300 intellettuali armeni furono deportati da Costantinopoli e molti di essi furono uccisi dal governo ottomano. 
Questo evento è considerato dagli storici come una classica strategia di decapitazione del vertice, il cui intento dichiarato era privare il popolo armeno dei propri intellettuali di riferimento.